# Шумен

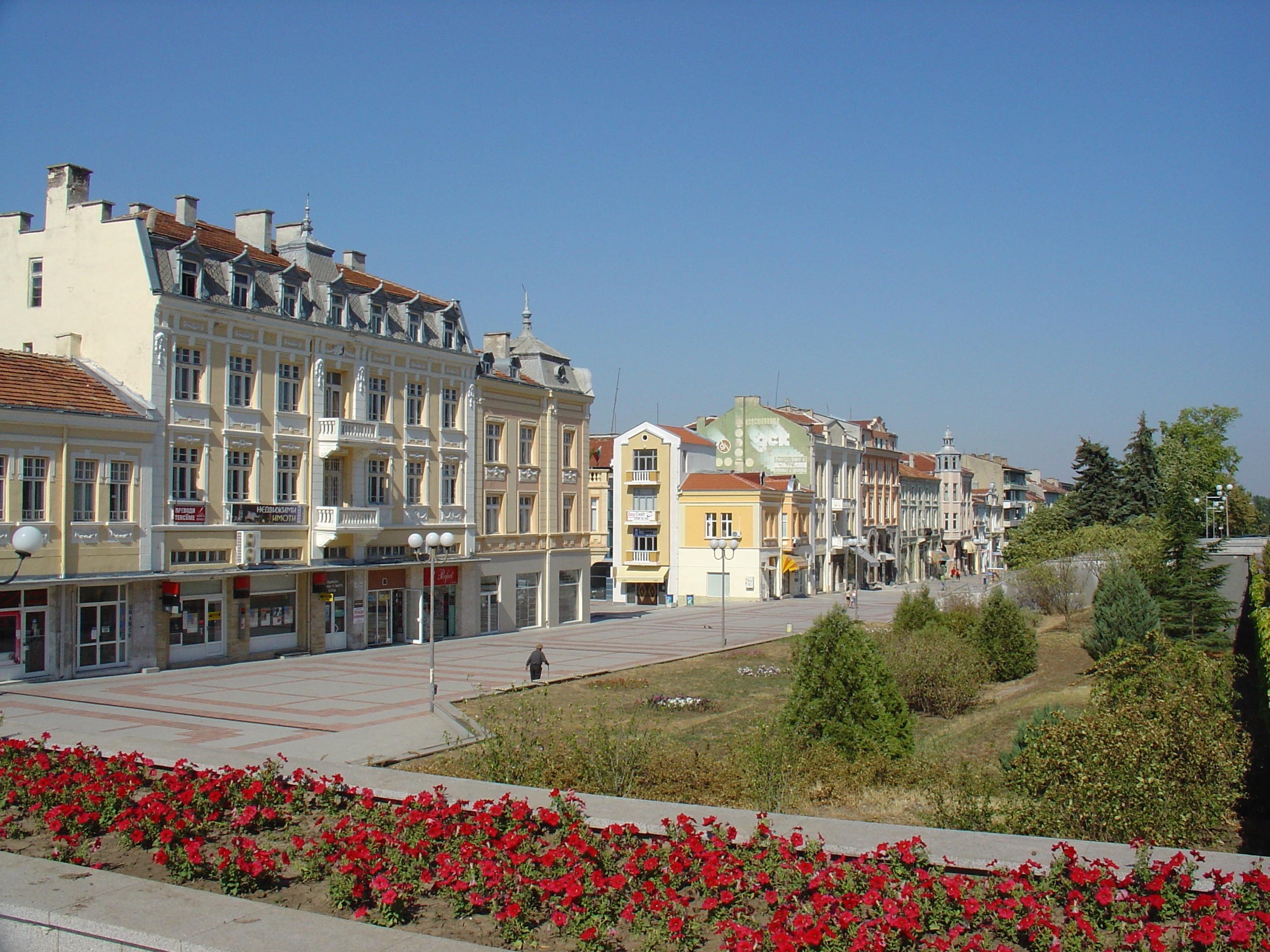
Авеню военной школы

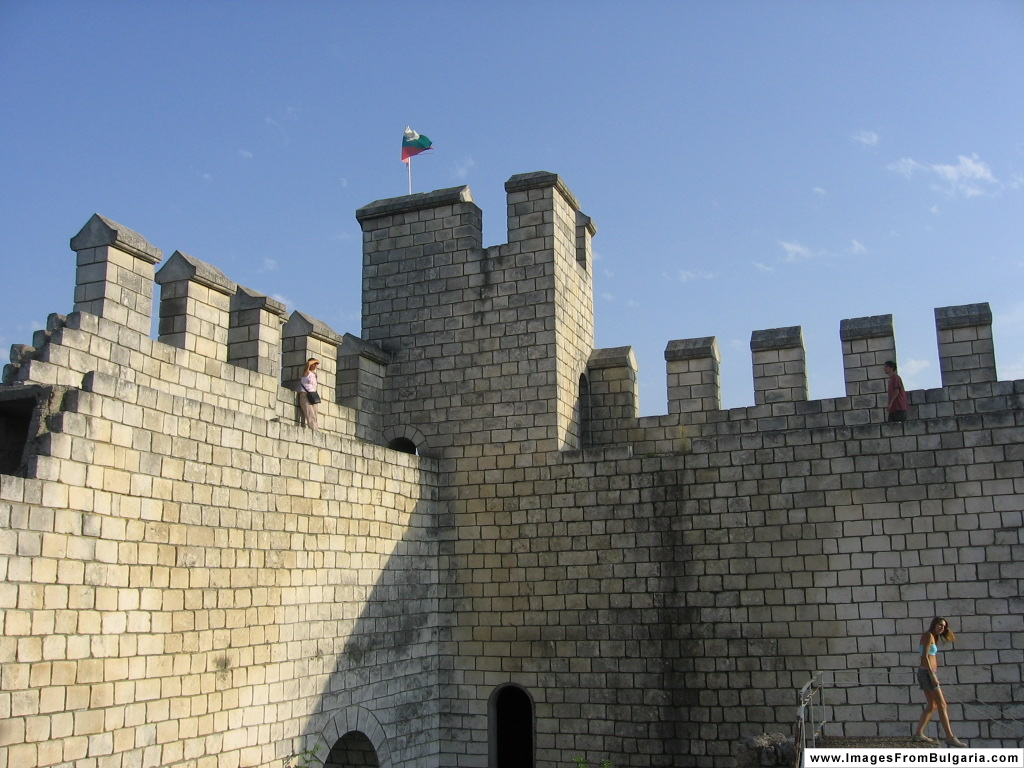
Шуменская крепость

Шу́мен (болг. Шумен), Шумла (тур. Şumnu) — экономический, транспортный, туристический и культурный центр Северо-Восточной Болгарии, административный центр Шуменской области и общины Шумен. Находится на двух берегах реки Поройна, в 90 км западней Варны.

## История
Шумен — древний город, его возникновение и развитие связаны с его крепостями в восточной части Шуменского плато. Известная Шуменская крепость строилась на протяжении 6 основных исторических периодов: фракийского, римского, ранневизантийского, Первого и Второго болгарских царств и османо-турецкого. Первое поселение в регионе появляется около XII века до н. э.
Вместе с Плиской и Преславом, Шумен был староболгарским укреплением от VII—X веков, который развился в феодальный город с замком и внутренней крепостью, с большим количеством церквей, мастерских (XII—XIV века н. э.). Здесь была найдена надпись царя Ивана Шишмана (1371—1395 гг.), напоминающая о визите царя в Шумен.
Впервые город упоминается как Шимеонис в 1153 году арабским путешественником аль-Идриси. В XII—XIV веках Шумен был значительным военным, административным и экономическим центром, вытесняя даже старую болгарскую столицу Преслав.
В 1388 году город попал под турецкую власть. В 1444 году Шуменская крепость была взята и разрушена крестоносцами под командованием польско-литовского короля Владислава ІІІ, но город продолжал своё развитие в подножии Шуменского плато.
В ХVІІІ-ХІХ вв. укреплённый город-крепость являлся одним из четырёх основных опорных пунктов турецкой обороны Придунайской Болгарии.
В ходе русско-турецкой войны 1806—1812 гг. русские войска в начале июня 1810 года подошли к Шумле, и после неуспешной попытки штурма турецких укреплений блокировали крепость. В дальнейшем, основные силы были направлены под Рущук, а у крепости остался 28-тысячный отряд. В июле 1810 года войска турецкой Шумлинской армии были усилены, и визирь решил атаковать оставленные под Шумлой русские войска, чтобы отбросить их к Силистрии. 23 июля 1810 он атаковал русских, но в сражении был разбит, отступил в Шумлу и до окончания войны больше не предпринимал наступательных действий.
В ходе русско-турецкой войны 1828—1829 гг. в Шумле находилась 50-тыс. армия Гуссейна-паши, против которой были направлены 3-й и 7-й корпуса Дунайской армии, они взяли в блокаду крепость и с начала июля до конца августа 1828 года имели несколько столкновений с турецкими войсками, но решительных результатов не достигли. В сентябре 1828 года к Шумле был направлен 6-й корпус, но когда 29 сентября 1828 сдалась Варна и конечной целью кампании было поставлено овладение Силистрией, русские войска получили приказ отойти от Шумлы.
После подавления венгерского и польского освободительных восстаний предводители национально-освободительных движений эмигрировали в Османскую империю и пребывали около года именно в Шумене во главе с руководителем венгерской революции Лайошем Кошутом. Здесь некоторые польские аристократы приняли ислам. В Шумен венгерская и польская аристократия привнесла свои нравы, европейскую моду и культуру.
В середине XIX века немецкий маршал Мольтке участвовал в укреплении Шуменской крепости. По его словам, она стала неприступной и турки назвали её «Могила неверных».
В середине XIX века Шумен был крупным торгово-ремесленным центром Дунайского вилаета, он превратился в один из основных центров обработки меди и медных сосудов, сырой кожи и кожаных изделий, которые продавались за границу.
В это же время он стал культурной столицей болгарского национального возрождения. В середине XIX века венгерский эмигрант Михай Шафран сформировал первый болгарский симфонический оркестр. В его состав вошли первый болгарский композитор и драматург Добри Войников и первый драматург и писатель Васил Друмев — будущий митрополит Тырновский, которой потом окончил Одесскую семинарию. В Шумене состоялось и первое драматическое представление; был основан болгарский культурный центр, имевший библиотеку и читальный зал.
Пятидесятитысячный гарнизон практически не принял никакого участия в военных действиях в русско-турецкой войне 1877—1878 года. Русские освободительные войска вошли в Шумен в июле 1878 года. После освобождения Болгарии от Турции город пришёл в упадок из-за потери значения на рынке ремесленников, переселения турок из Шумена и появления сравнительно дешевых и высококачественных западных товаров.
Для обеспечения болгарской армии конским составом в конце XIX века в Шумене был создан конезавод.
В освобождении города в начале сентября 1944 года принимала участие 96-я танковая бригада имени Челябинского комсомола, в честь чего бригаде было присвоено почётное наименование «Шуменская». В честь бригады названы улицы: в городе Шумене Челябинской, а в Тракторозаводском районе города Челябинска Шуменской.
В 1946 году численность населения составляла 31 тыс. человек. К началу 1950-х годов город являлся узлом шоссейных и железных дорог, здесь действовали предприятия мукомольной, плодоконсервной, пивоваренной, маслобойной и кожевенной промышленности.
В 1951 году из Софии в Шумен было переведено артиллерийское училище.
В 1950—1965 гг. город носил название Коларовград, в честь его уроженца Васила Коларова.
В 1970е — 1980е годы город являлся важным транспортным узлом, центром транспортного машиностроения (здесь действовали заводы по выпуску грузовых автомашин и судового оборудования), цветной металлургии (завод алюминиевого проката), пищевкусовой (мясной, консервной, пивоваренной и табачной), мебельной и швейной отраслей промышленности.
В 1980 году в городе была построена и открыта библиотека-музей (архитектор Б. Боздуганова), в 1981 году — установлен памятник 1300-летия Болгарского государства (скульптор К. Дамянов, художник С. Венов, архитектор Г. Гечев).
В 1983 году под руководством архитектора Р. Маринова была реконструирована главная торговая улица Шумена.

## Население
| Год  | Население |
| ---- | --------- |
| 1976 | 85 тыс.   |
| 1985 | 100 тыс.  |
| 1992 | 93 390    |
| 2000 | 95 489    |
| 2005 | 86 774    |
| 2010 | 86 824    |
| 2014 | 89 227    |

## Известные уроженцы и жители
- Марин Василев (1867—1931) — скульптор, один из основоположников современной скульптуры в Болгарии
- Панчо Владигеров (1899—1978) — композитор и дирижёр
- Добри Войников (1833—1878) — драматург, публицист, журналист, музыкальный и театральный критик, общественный деятель. Один из основателей болгарского театра, первый болгарский режиссёр
- Иван Дочев (1906—2005) — руководящий активист Болгарских национальных легионов, основатель Болгарского национального фронта
- Климент (в миру Васил Друмев) (1841—1901) — митрополит Тырновский
- Васил Коларов (1877—1950) — премьер-министр Болгарии (1949—1950)
- Тодор Колев (1939—2013) — актёр
- Стоян Минеевич Минев (Степанов, Иванов Стоян Минеевич) (1890—1959) — болгарский революционер и деятель Коминтерна: активный участник французского коммунистического движения, гражданской войны в Испании и секретарь латиноамериканского секретариата Коминтерна
- Пашов, Петр Минков (1931—2009) — болгарский лингвист
- Боян Пенев (1882—1927) — литературовед и историк
- Трайко Симеонов (1886—1965) — детский писатель
- Жеко Спиридонов (1867—1945) — скульптор, один из основоположников современной скульптуры в Болгарии

## Современное состояние
Шумен — крупный промышленный центр, основными отраслями являются машиностроение, обработка цветных металлов, химическая и пищевая промышленность.
В городе находится пивоваренный завод «Шуменско пиво», принадлежащий корпорации Carlsberg Group.
Также Шумен — известный виноградарский центр. Кроме винограда, здесь выращивают технические и зерновые культуры, овощи и фрукты.

## Политическая ситуация
Кмет (мэр) общины Шумен — Христо Христов по результатам выборов в правление общины.

## Города — побратимы
- Адапазары, Турция
- Аликанте, Испания
- Барнаул, Россия
- Казань, Россия
- Макон, Франция
- Майами, США
- Подольск, Россия
- Тулча, Румыния
- Тернополь, Украина
- Хельсинки, Финляндия
- Херсон, Украина
- Филадельфия, США